# Muzeum Hecht
Muzeum Hecht – muzeum Reubena i Edith Hechtów zostało założone w 1984 pod auspicjami Uniwersytetu Hajfy, na rzecz którego Hechtowie ofiarowali swoją kolekcję. Znajduje się u samego podnóża góry Karmel.
Muzeum prezentuje eksponaty archeologii i historii ziemi Izraela, uporządkowane w sposób chronologiczny. Ekspozycja obejmuje monety, wagi, semickie pieczęci, biżuterię, przedmioty świątynne, przedmioty użytkowe, ceramikę, mozaiki i inne.